# 官府菜
官府菜為明清时期官员於北京驻扎时由其私人廚師所烹飪的私房菜，其特色為用料广泛、烹调方法多、工艺精湛，更因不同官府而各有特色。当前的官府菜的主体是從山东菜、淮扬菜、和粤菜三者之間的混合变体。由于北京是中国历史上最后三个封建王朝的首都，所以大多数的官府菜被认为是起源在北京。
民國年間中國政局丕變，大量來自失勢沒落官府的廚師流落民間後自行開店謀生，故官府菜亦隨此飛入尋常百姓家；但官府菜的弱点是它们都会随着官府老爷的官运盛衰而起落，很多最终失传，例如下列在清末民初时赫赫有名的几种官府菜：清末直隶总督李鸿章家的李家菜（又称大帅菜）、民国初年国务总理段祺瑞家的段家菜、民初财政部长王克敏家的王家菜、银行家任国华家的任家菜、熊希龄内阁内务总长朱启钤家的朱家菜，现均已不存于世；例外的僅有清末翰林谭宗浚家的谭家菜以及民初行政院长譚延闓家的組庵菜得以传世。但王家菜中的极少数菜肴也有传世，其原因是王克敏失势被囚后，他的家厨投靠到王的女婿倪家谋生；而翻译家施咸荣二十世纪五十年代初婚后租住倪家大院，施的夫人因此从该厨师学了几道王家菜。三反五反时此厨师与倪家闹翻离去，王家菜至此失传；施夫人所学的这几道菜就成了王家菜唯一保存下来的佳肴。二十世纪八十年代中期钱钟书过生日时，施夫人花了一星期为其做了桌菜，钱钟书赞不绝口，对其中的八宝鸭子、冰糖肘子最满意，“连称多年未品此佳肴了。”

## 支系
流传下来的官府菜在中国大陆现存九个流派， 分别为谭家菜 、梅家菜、厉家菜、孔府菜、红楼菜、随园菜、云林菜、直隶官府菜和东坡菜：
- 谭家菜：由鲁菜和粤菜融合而成。
- 梅家菜：由谭家菜和淮阳菜融合而成。
- 厉家菜：由清朝宫廷菜和京菜融合而成。
- 孔府菜，魯菜的一個分支菜系，擅制燕菜。
- 紅樓菜：源自清代古典小说“红楼梦”，有180道菜。
- 随园菜：为十八世纪清朝诗人袁枚所著《随园食单》中收录的菜肴，以当时的南京风味为主，兼收江、浙、皖各地特色菜肴、小吃、酒茶，共有326道菜。
- 云林菜：元朝诗人、画家、书法家、茶人倪瓒所著《云林堂饮食制度集》中收录的42道菜点茶酒及其制作方法，至2014年，已成功恢复了其中的16道。
- 直隶官府菜：源于保定。口味绵长醇厚,特点是原汁原味、咸淡适宜、清鲜醇三香融一，属中性咸香型，以鲜嫩爽滑、醇厚悠香为主。[5]
- 东坡菜：由苏东坡所创的菜肴。东坡菜最大的特点是打破菜系的地方划分原则，依苏东坡的经历言传而自成一系。[5]